# Кере, Катрин
Катрин Кере (фр. Catherine Quéré ; род. 16 марта 1948, Ангулем, Шаранта) — французский политический и государственный деятель, депутат Национального собрания (2007—2017).

## Биография
Родилась 16 марта 1948 года в Ангулеме, департамент Шаранта, Франция.
После окончания обучения она начала карьеру на государственной службе, а в марте 2004 года была избрана в Совет региона Пуату — Шарант (фр.).
На парламентских выборах 2007 года избрана депутатом Национального собрания Франции от 3-го избирательного округа Приморской Шаранты, одержав победу над действующим депутатом от округа Ксавье де Ру во втором туре голосования. В Национальном собрании вошла в состав Комитета по экономическим, экологическим и территориальным вопросам. 
На парламентских выборах 2012 года её переизбрали на должность депутата от своего округа, однако, по результатам следующих выборов Жан-Филипп Ардуэн сменил её на этом посту.